# خرقه

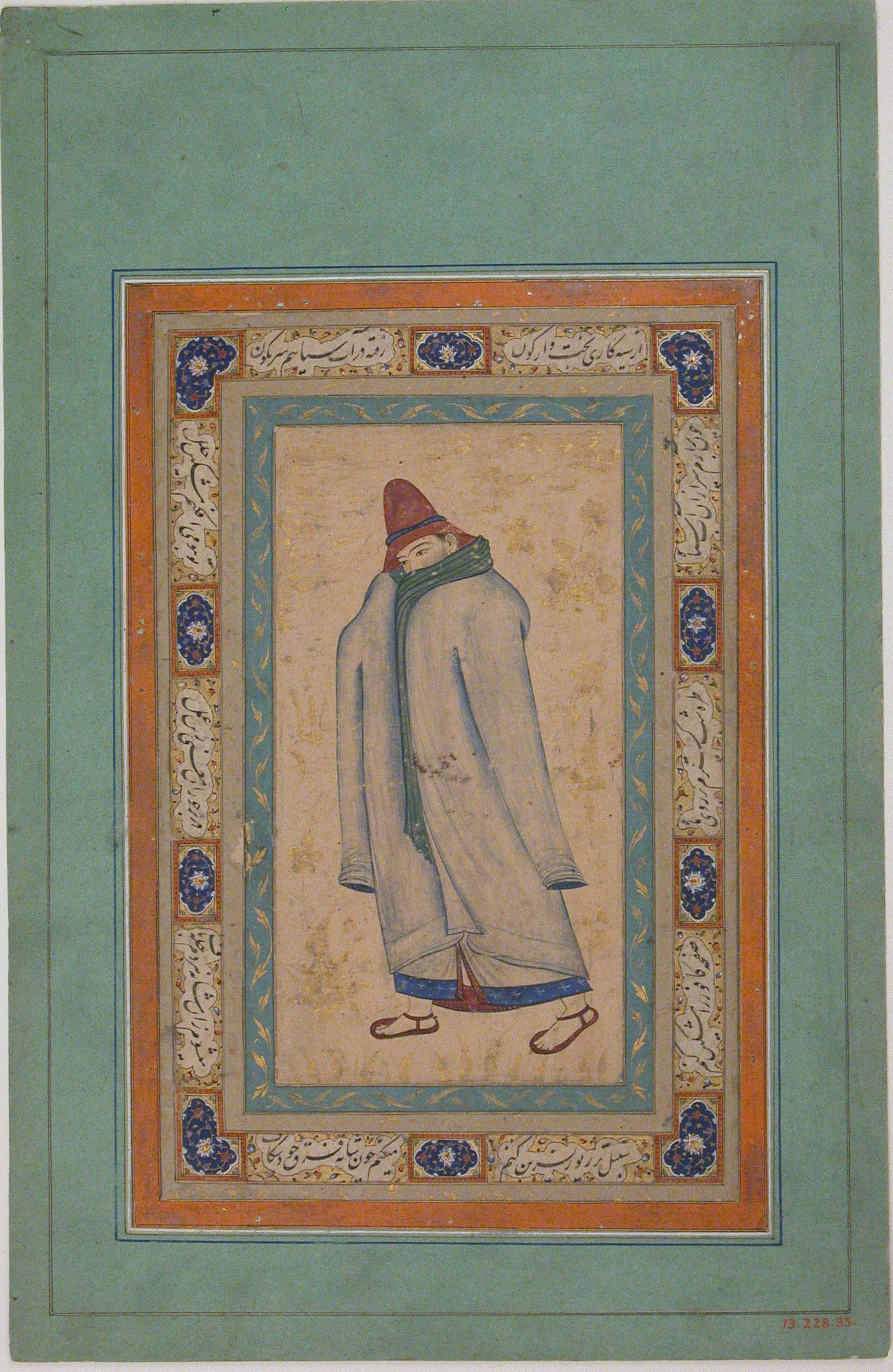
درویش در اواخر قرن شانزدهم تا اوایل قرن هفدهم خرقه آبی پوشانده‌است.

خرقه، پوششی است که در تصوف از دست پیر طریقت پوشانده می‌شود. پیشینه آن طبق روایاتی به آدم می‌رسد.

## معانی
از معانی خرقه پوشیدن تسلیم کردن خود دربرابر حکم شیخ است.
پوشیدن خرقه هزار بخیه مقامی است که اگر به عددِ هر بخیه ای که در جامه است آزاری از خلق به وی رسد متغیّر نشود.
خرقه (با پیوندها) مرتبه ای بود که اگر هفتاد و دو ملت به وی رسند همه همرنگِ او شوند. شیخ علی حریری که در دمشق می بود، مردی بود صاحب قدم و روشن دل، هر کرا در سماع نظر کردی در حال ارادت آوردی، و خرقه شاخ شاخ می پوشید.

## جستارهایی وابسته
- عبا